# Jelenska Reber
Jelenska Reber este o localitate din comuna Litija, Slovenia, cu o populație de 21 de locuitori.